# Michael Poulin
Michael Poulin, född den 10 juni 1945 i Newport, Rhode Island, är en amerikansk ryttare.
Han tog OS-brons i lagtävlingen i dressyr i samband med de olympiska ridsporttävlingarna 1992 i Barcelona.